# Tyto alba
La lechuza común (Tyto alba), también denominada lechuza de campanario, lechuza de campanario común, lechuza campanaria o lechuza blanca, es una especie de ave estrigiforme perteneciente a la familia Tytonidae. Es una de las aves más ampliamente distribuidas del mundo, pudiendo encontrarse en casi todo el planeta, con excepción de regiones polares o desérticas, Asia al norte de los Himalayas, la mayor parte de Indonesia y algunas islas del Pacífico. El área de distribución de esta rapaz incluye los cinco continentes, en los que podemos encontrar varias subespecies.

## Descripción

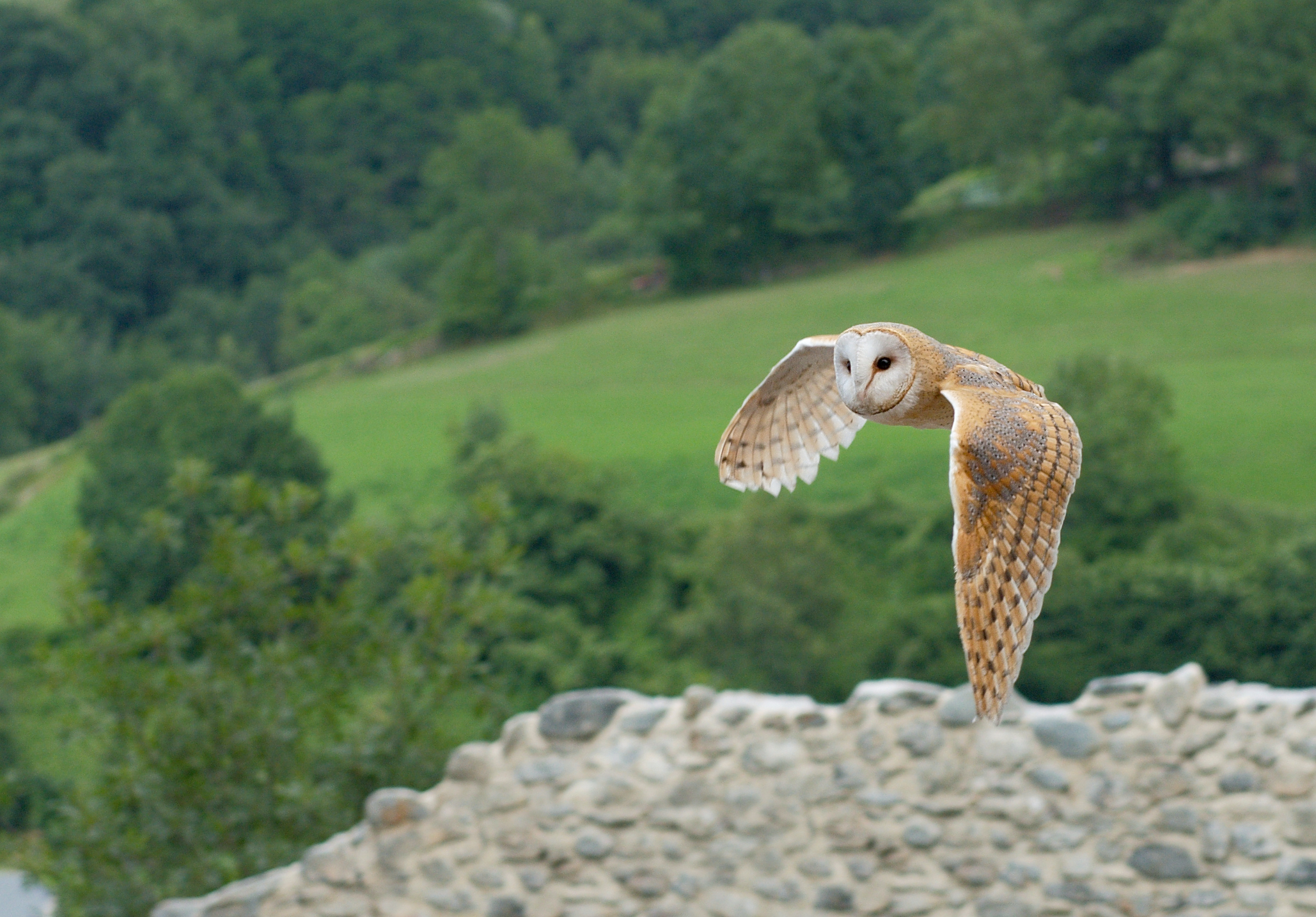
Lechuza común en los Pirineos franceses.

La lechuza común es un ave mediana; mide de 33 a 35 cm de longitud y sus alas poseen una envergadura de 80 a 95 cm, con un peso medio para los adultos de 350 g, y sin diferencia aparente entre sexos.
Tiene un característico disco facial con forma de corazón y partes ventrales blancas en T. alba alba, aunque ello puede variar en otras subespecies. Los tarsos están emplumados, y tienen los dedos cubiertos con plumas modificadas de color grisáceo. El disco facial les ayuda a escuchar mejor, incluso a los sonidos más sutiles de sus presas.
Las alas son relativamente cortas y redondeadas, lo cual no facilita los vuelos largos y poderosos, aunque la particular estructura de las filoplumas, especialmente suaves y desflecadas, dotan a esta rapaz de un vuelo silencioso, lo que hace que parezca que flotan antes que aletean.
Emiten un grito lastimero y estridente, aunque la gran variedad de sonidos que producen dificulta la identificación, a excepción del inconfundible siseo que emite cuando se siente amenazada o cuando las crías piden alimento.
Para cazar se muestran muy observadoras, moviendo imperceptiblemente la cabeza. En ocasiones se lanza desde una posición elevada. Posee una visión excelente cuando hay poca luz, y su oído es tan preciso que puede atacar a su presa en una oscuridad total.

## Subespecies por continentes
Existen veintinueve subespecies reconocidas oficialmente, que se diferencian principalmente por el color del plumaje.

### Europa
Las subespecies de Europa son:

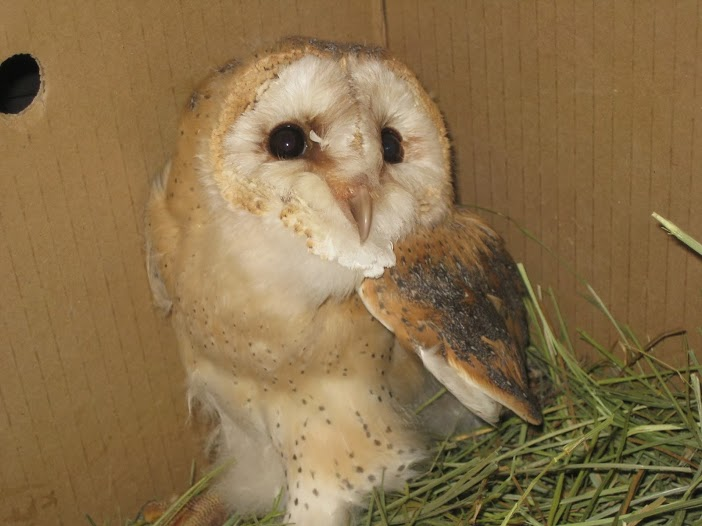
Ejemplar joven de lechuza común.

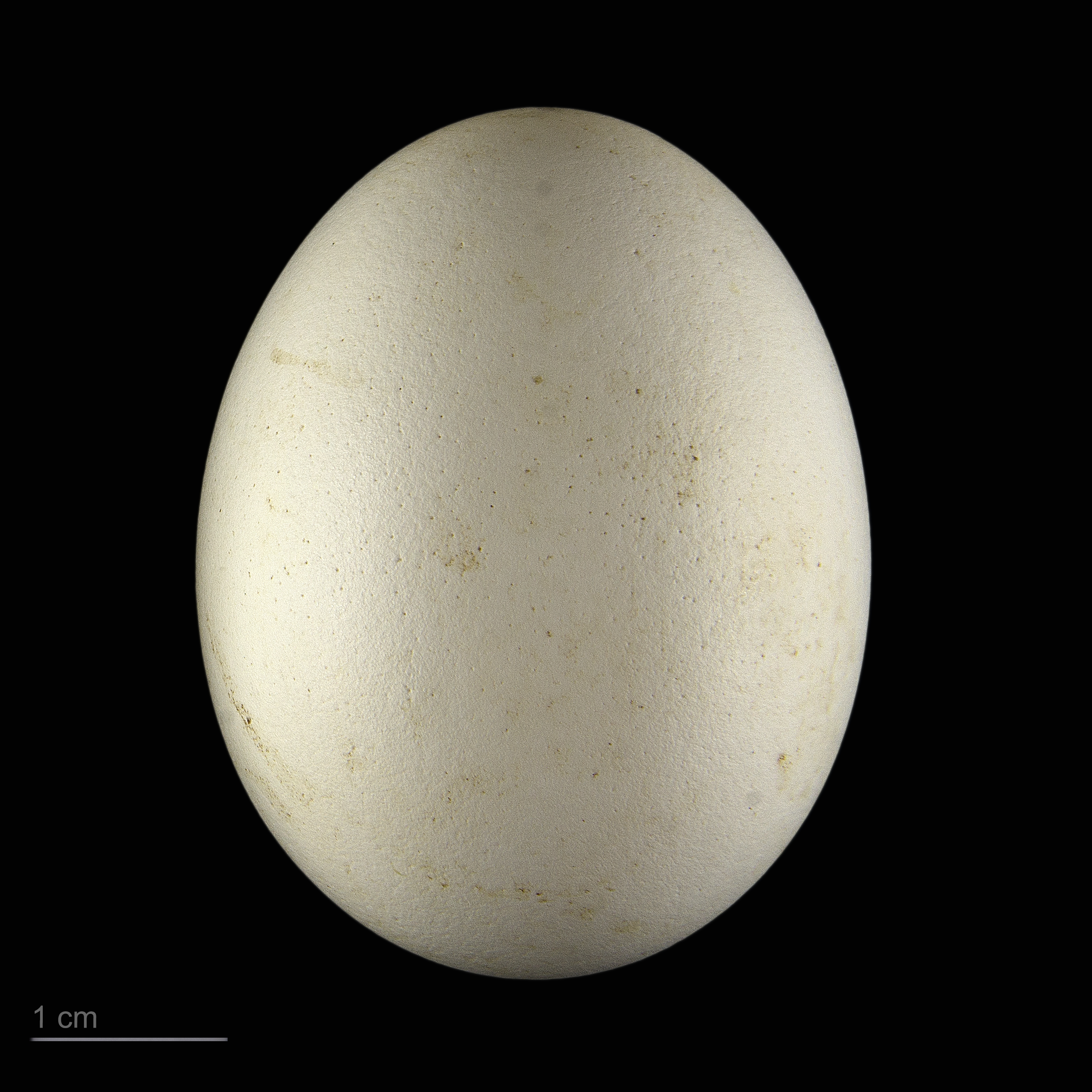
Tyto alba guttata - MHNT

- Tyto alba alba (Scopoli, 1769) - Noruega, Suecia, Finlandia, Dinamarca, islas británicas, islas del Canal, Luxemburgo, Francia, España, Italia, Sicilia, Eslovenia, Croacia, Bosnia y Herzegovina, Montenegro, Serbia, Albania, Macedonia, Grecia, isla de Lesbos, Bulgaria, Rumania y Turquía.
- Tyto alba guttata (Brehm Cl., 1831) - Islas británicas —rara/accidental—, Bélgica, Luxemburgo, Francia, España, Liechtenstein, Eslovenia, Croacia, Bosnia y Herzegovina, Montenegro, Serbia, Albania, Macedonia, Grecia, Bulgaria, Rumania, Ucrania, Oriente Medio, Turquía.
- Tyto alba ernesti (Kleinschmidt O.,1901) - Endémica de las islas italianas de Cerdeña y Sicilia, así como de la isla francesa de Córcega. Accidental en la España peninsular e islas Baleares —Mallorca e Ibiza—.

### África
Las subespecies de África son:
- Tyto alba affinis (Blyth, 1862) - África subsahariana, incluyendo las islas Comores, Madagascar, Pemba y Unguja, antes presente en las islas Seychelles. El plumaje de la subespecie alba varía gradualmente al plumaje de la subespecie affinis, en Egipto, especialmente en las cercanías de la frontera sudanesa. Se incluye en esta subespecie la subespecie hypermetra, existiendo dudas sobre si esta subespecie es distinta a la subespecie poensis.
- Tyto alba detorta (Hartert, 1913) - Endémica de las islas de Cabo Verde. Es considerada en ocasiones una especie diferente a Tyto alba.
- Tyto alba gracilirostris (Hartert, 1905) - Endémica de las islas Canarias (Fuerteventura, Lanzarote y archipiélago Chinijo, quizás presente antiguamente en el islote de Lobos).[7]
- Tyto alba poensis (Fraser, 1842) - Endémica de la isla de Bioko, puede tratarse también de la subespecie affinis.
- Tyto alba thomensis (Hartlaub, 1852) - Endémica de la isla de Santo Tomé. La cita de Príncipe es errónea. Se considera en ocasiones una especie diferente a la especie Tyto alba.
- Tyto alba schmitzi (Hartert, 1900) - Endémica de las islas de Madeira y Porto Santo, en el este del océano Atlántico.

### Asia
Las subespecies de Asia son:
- Tyto alba erlangeri (=Tyto alba erlamgeri, Tyto alba erlangeri) (WL Sclater, 1921) - Grecia, sur de la isla de Creta e islas del mar Egeo hasta Chipre, Oriente Próximo y Oriente Medio, incluidas las costas de la península arábiga (Arabia Saudita, Yemen y Omán), al sur de la península del Sinaí (Emiratos Árabes Unidos, Catar, Baréin y Kuwait) hasta el suroeste y este de Irán. Esta subespecie podría ser asignada a las poblaciones norteafricanas. Es parecida a la subespecie ernesti.
- Tyto alba stertens (Hartert, 1929) - Desde Pakistán pasando por la India hasta Yunnan y Vietnam, por el sur desde Tailandia hasta Sri Lanka. las lechuzas del sudeste asiático se consideran en ocasiones como pertenecientes a la subespecie javanica.
- Tyto alba javanica (JFGmelin, 1788) - Península Malaya, islas Sonda, incluyendo las islas Kangean, Krakatoa y las Mil Islas, también el archipiélago Alor, Kalao y Tanahjampea en las islas Selayar, isla Kalaotoa y posiblemente el sur de la isla de Borneo.
- Tyto alba sumbaensis (Hartert, 1897) - Endémica de la isla indonesia de Sumba. Parecida a la subespecie javanica.
- Tyto alba deroepstorffi (Hume, 1875) - Endémica de las islas Andamán. Es considerada en ocasiones una especie distinta a Tyto alba.

### América del Norte
En América del Norte se encuentra una sola subespecie:
- Tyto alba pratincola (Bonaparte, 1838) - América del Norte  (desde el sur de Canadá hasta el centro de México), islas Bermudas, Bahamas, La Española y Hawái, presente y posteriormente extinta en Lord Howe Island. Se incluye en esta subespecie las siguientes subespecies, lucayana y podría incluir bondi, guatemalae, subandeana.

### Centroamérica y América del Sur
Las subespecies de Centroamérica y América del Sur son:
- Tyto alba guatemalae (Ridgway, 1874) - Guatemala y sur de México, Centroamérica, Panamá y el norte de Colombia, islas Pearl. Se incluye en esta subespecie, la subespecie subandeana. Existen dudas sobre su pertenencia a la subespecie pratincola.
- Tyto alba hellmayri (Griscom & Greenway, 1937) - Guyana, Surinam, Guayana Francesa, Brasil.
- Tyto furcata (Temminck, 1827) - Islas de Cuba, Jamaica, Caimán. Se podría incluir a la subespecie niveicauda. Muchos la consideran especie plena.
- Tyto alba niveicauda (Parkes & A. R. Phillips, 1978) - Endémica de la isla de la Juventud, al suroeste de Cuba. Existe dudas de que sea una subespecie distinta de la subespecie furcata.
- Tyto alba hellmayri (Griscom y Greenway, 1937) - Al noreste de las tierras bajas de América del Sur, desde el este y sur de Venezuela, todo Brasil y la Guyana inglesa. Subespecie muy parecida a la subespecie tuidara, diferenciándose de esta por ser de mayor tamaño, se duda en ocasiones a cuál de estas subespecies pertenece.
- Tyto alba tuidara (J. E. Gray, 1829) - Zonas bajas de América del Sur, desde el este de los Andes al sur del río Amazonas hasta Tierra del Fuego, también en las islas Malvinas. Incluye la subespecie hauchecornei y posiblemente hellmayri.
- Tyto alba contempta (Hartert, 1898) - noreste y oeste de los Andes, desde Venezuela a través del este de Colombia (raro en la Cordillera Central y la Cordillera Occidental al sur de Perú. Se incluye en este subespecie la subespecie stictica.
- Tyto alba punctatissima (G. R. Gray, 1838) - Conocida como lechuza de las Galápagos, al ser endémica de este archipiélago ecuatoriano. Se considera una especie distinta de Tyto alba.
- Tyto alba bondi (Parkes & A. R. Phillips, 1978) - Endémica de las islas de la Bahía (Roatán y Guanaja), en Honduras. Existen dudas de que sea una subespecie distinta a la subespecie pratincola.
- Tyto alba bargei (Hartert, 1892) - endémica de Curaçao y Bonaire, en las Antillas Neerlandesas.

### Oceanía
Las subespecies de Oceanía son:
- Tyto alba delicatula (Gould, 1837) - Australia e islotes cercanos (no en Tasmania), islas Sonda Menores (Savu, Timor, Jaco, Wetar, Kisar, Tanimbar, posiblemente Rote), Melanesia (Nueva Caledonia y las islas de la Lealtad; Aneityum, Erromango y Tanna Vanuatu, Islas Salomón incluido Bougainville, Long Island, Nissan, Buka y quizás Nueva Irlanda y Nueva Bretaña), oeste de la Polinesia (Rotuma y Fiyi, Niue, las Islas Samoa, Tonga, Wallis y Futuna), presente aunque posteriormente extinta en las islas de Lord Howe. En esta subespecie se incluyen las subespecies bellonae, everetti, kuehni, lifuensis y Lulu. Las lechuzas presentes en Fiyi requieren ser investigadas para determinar la subespecie a la que pertenecen.
- Tyto alba meeki (Rothschild & Hartert, 1907) - Este de Nueva Guinea y Manam así como las islas Karkar. Similar a javanica.
- Tyto alba crassirostris (Mayr, 1935) - Endémica de las islas de Tanga, en Papúa Nueva Guinea. Parecida a la subespecie delicatula.
- Tyto alba interposita (Mayr, 1935) - Islas de Santa Cruz (islas Salomón) y al sur de las islas del banco de Efaté (Vanuatu). Parecida a la subespecie delicatula.

## Reproducción
Anida en zonas y estructuras desarrolladas por el hombre, tales como campanarios, desvanes, graneros o ruinas. Más raramente, y fuera de estos hábitats, prefiere los bosques abiertos, encamándose —no fabrica nidos— en huecos de árboles.
Cría en cualquier época del año, y pone entre cuatro y siete huevos, que incuba durante unos treinta y dos días. La incubación corre a cargo exclusivamente de la hembra y el macho caza para toda la familia. A los cincuenta días de vida las crías son capaces de volar, pero normalmente no se alejan de sus padres hasta los tres meses de vida.

## Distribución y hábitat

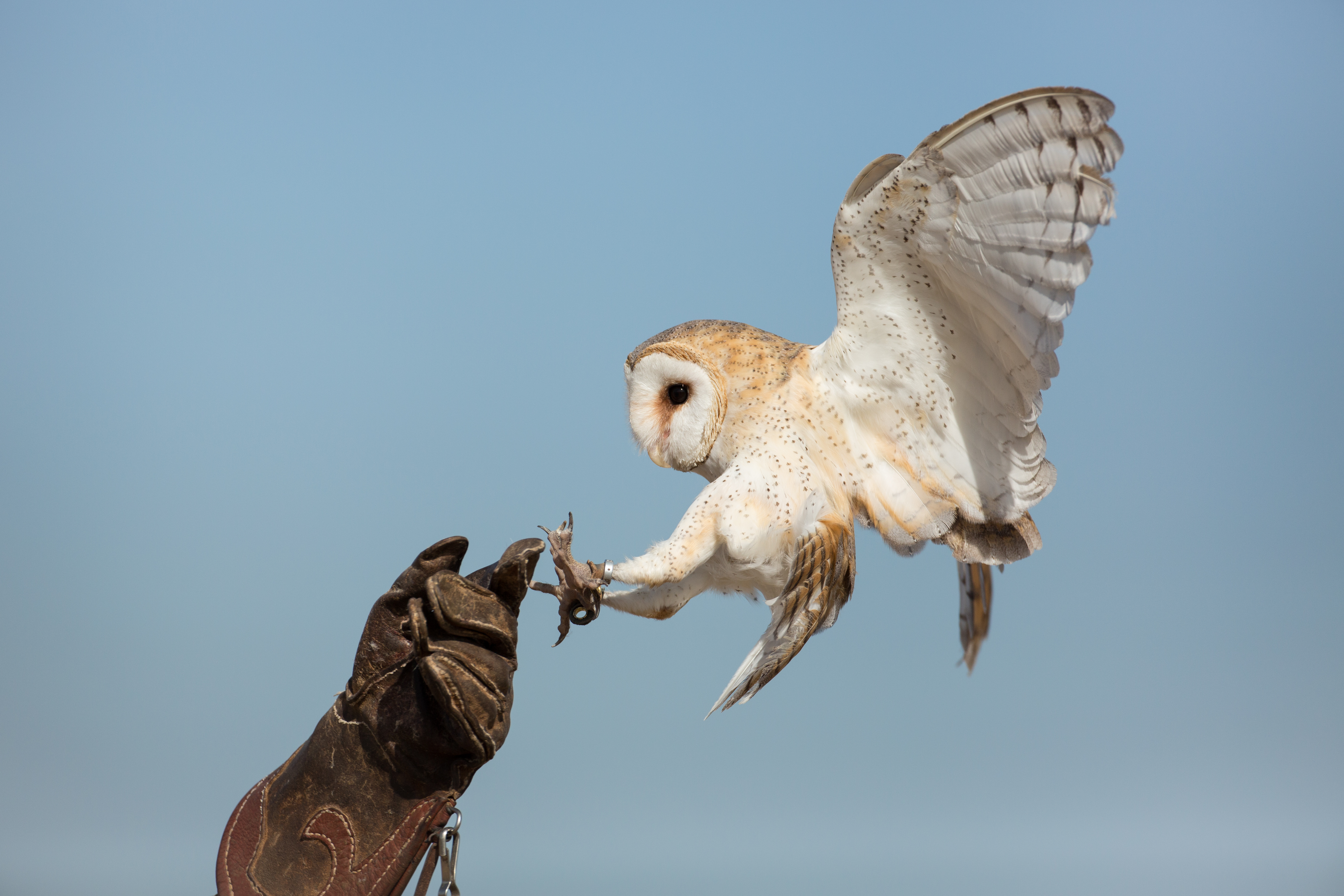
Una lechuza común a punto de posarse sobre la mano de un cetrero.

Está presente en amplias regiones del mundo, excepto Canadá, Alaska, islas árticas, Escandinavia, la mayor parte de Asia —excepto el sur—, la zona central del desierto del Sáhara, islas de Indonesia y la Antártida. Son aves que viven generalmente asociadas a núcleos urbanos rurales, donde se reproducen, aunque dependen de zonas abiertas (campos de cultivo, estepas, roquedos, etc.), próximas a zonas de arbolado disperso, donde cazan. Son sedentarias, de hábitos nocturnos o crepusculares.

## Alimentación
Se alimentan principalmente de pequeños roedores, especialmente ratones y musarañas, aunque también caza pequeños pájaros, insectos y, en menor medida, anfibios y reptiles.
Su método de caza consiste en usar su amplio disco facial como una sofisticada parábola receptora de los sonidos que emiten sus presas, a las que así localiza para atraparlas con sus largos dedos, tras abalanzarse sobre ellas en un silencio casi absoluto. Una lechuza adulta come aproximadamente tres ratones diarios. Una pareja que críe entre tres y cinco pollos cazará muchos más roedores. Su capacidad para digerir huesos es muy pobre, por lo que las egagrópilas son grandes, de 4-6 cm x 2-2,5 cm, y contienen gran cantidad de huesos.

## Amenazas
Aparte de la persecución humana, tienen pocos predadores, aunque los grandes búhos, como el búho real (Bubo bubo) pueden cazar algún ejemplar si se presenta la ocasión. Algunos granjeros fomentan la nidificación de lechuzas para controlar la proliferación de ratones.